# Фоджа, Франческо
Франческо Фоджа (Francesco Foggia; Рим, крещён 17 ноября 1603 года — Рим, 8 января 1688 года) — итальянский барочный композитор, органист и музыкальный педагог; представитель римской школы.

## Биография
Франческо родился в семье Джакомо Фоджа и римлянки Анджелы Альберичи. Крещён в римской церкви Сан-Луиджи-деи-Франчези; По некоторым данным, семья Фоджа поддерживала связь с Джованни Бернардино Нанино, капельмейстером этой церкви. 
Музыкальное образование начал в папской семинарии Collegium Germanicum, где с 1611 по 1613 год был кантором под руководством Оттавио Каталано. В юности отправился в Бонн, где служил певчим при дворе Фердинанда Баварского, а также работал в Кёльне, Мюнхене и Вене.
По возвращении в Рим совершенствовал мастерство под руководством Антонио Чифры и Паоло Агостини — учеников Джованни Марии Нанино. В октябре 1631 года женился на Эуджении, дочери Паоло Агостини, повторив пример своего учителя, который ранее взял в жёны Витторию, дочь Джованни Бернардино Нанино.  
Пик композиторской активности пришёлся на 1655–1675 годы, хотя произведения создавались вплоть до 1681 года. В наследии Фоджа представлены как духовные (мотеты, мессы, оратории), так и светские сочинения (кантаты, мадригалы).  
В 1667 году опубликовал сборник «Psalmodia Vespertina», включающий псалмы, магнификаты и богородичные антифоны, ставший значимым вкладoм в церковную музыку.  
Среди его произведений есть образцы как духовной, так и светской музыки.
Среди его учеников известны:
- Джованни Баттиста Бьянкини
- Джузеппе Оттавио Питоне
- Антонио Фоджа (сын Франческо Фоджа, который в 1688 году заменил его в должности в базилике Санта Мария Маджоре).

Его жена Эуджения Фоджа скончалась 12 марта 1683 года. Франческо Фоджа умер 8 января 1688 года и был похоронен в римской базилике Санта-Прасседе.

## Произведения
Оратории:
- David fugiens a facie Saul;
- Tobiae oratorium;
- Св. Иоанн Боголов (S Giovannita) (утрачена; опубликована в Sacra melodia d’oratorii musicali, Рим, 1678)
- Daniele (op. dub).

Другие духовные произведения:
- Concentus ecclesiastici (1645);
- Missa et sacrae cantiones, op.3 (1650);
- Litanie et sacrae cantiones, op.4 (1652);
- Psalmi (1660);
- Sacrae cantiones, op.6 (1661);
- Octo missae (1663);
- Sacrae cantiones, op.8 (1665);
- Psalmodia vespertina, liber 2, op.13 (1667);
- Messe, op.15 (1672);
- Litanie, op.16 (1672);
- Motetti et offertorii, op.16;
- Offertoria, op.18 (1681).

В этот список вошли несколько утраченных произведений и произведений в манускриптах.